# کلیسای مهد

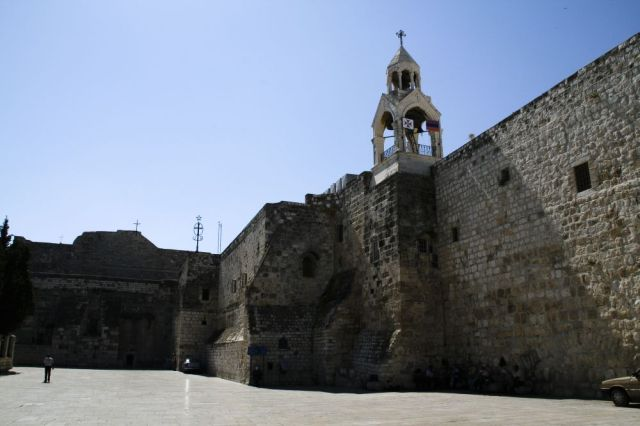
تصویری از ساختمان بیرونی کلیسای مهد.

کلیسای مهد (به عربی: کنیسة المهد؛ به ارمنی: Սուրբ Ծննդյան տաճար؛ به یونانی: Βασιλική της Γεννήσεως؛ به لاتین: Basilica Nativitatis) نام یکی از مقدس‌ترین اماکن مذهبی مسیحیان و از مکان‌های گرامی نزد مسلمانان است که در بخش قدیمی شهر بیت‌لحم در دولت فلسطین قرار گرفته است. بر باور مسیحیان، این کلیسا، زادگاه دقیق عیسی مسیح بوده است.
محوطه کلیسا جزو میراث جهانی یونسکو و همچنین در فهرست میراث جهانی در معرض خطر قرار دارد.
مرمت‌گران ایتالیایی در سال ۲۰۱۶ موزاییک‌های در کلیسا کشف کردند که زیر گچ از دید پنهان مانده بود.

## نگارخانه

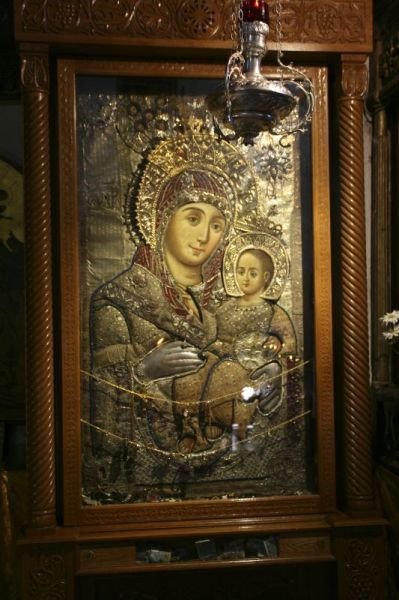
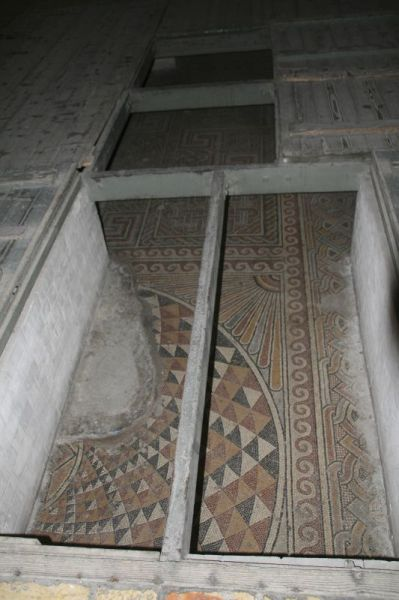
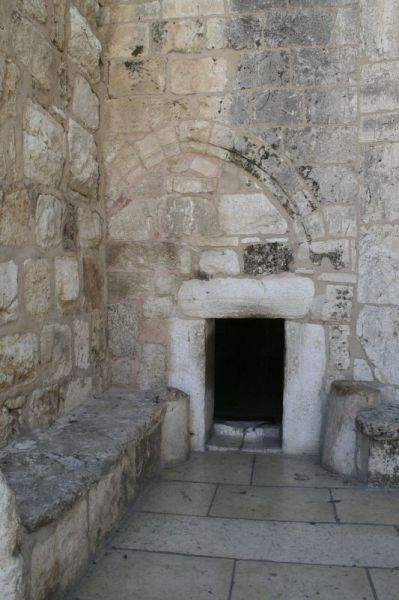